# 壷葬論

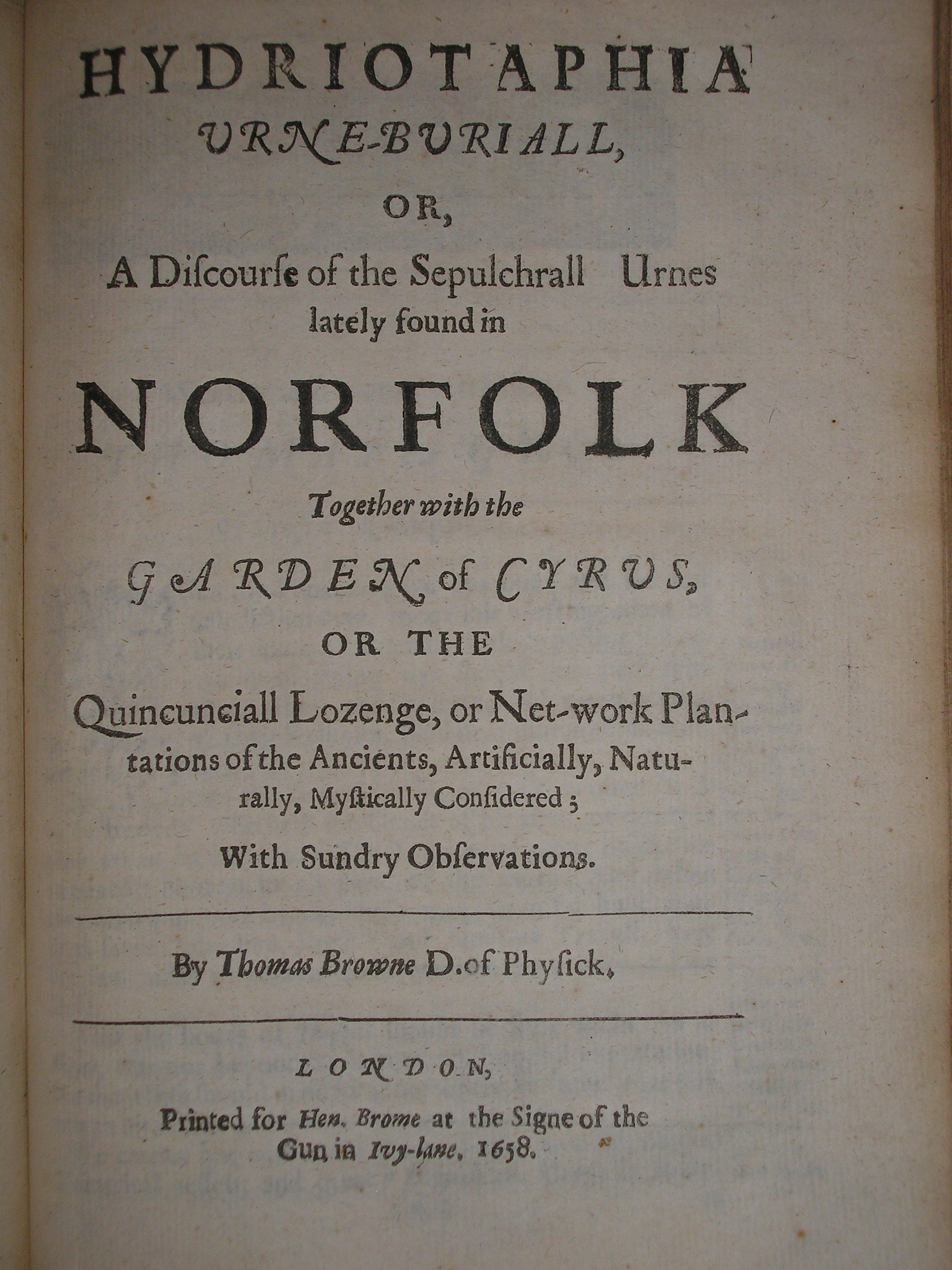
1658年版の『壷葬論』と『キュロスの庭』のタイトルページ

壷葬論 (原題: Hydriotaphia, Urn Burial, or, a Discourse of the Sepulchral Urns lately found in Norfolk)は、『キュロスの庭』で終わる2部構成の作品の第1部として、1658年に出版されたトーマス・ブラウンの作品である。
原題のHydriotaphiaはギリシャ語で「壺での埋葬」を意味し、hydria（ὑδρία）はギリシャの大きな壺で、taphos（τάφος）は「墓」を意味する。
この作品の主題は、ノーフォークで約40～50個のアングロ・サクソンの壺が発見されたことだった。これらの遺跡の発見により、ブラウンはまず発見された遺物の説明を行い、次に彼の時代が認識していた古代および現在の埋葬と葬儀の習慣のほとんどについて調査を行うことになった。
この作品の最も有名な部分は、ブラウンが次のように宣言する第5章の神格化である。
 But man is a Noble Animal, splendid in ashes, and pompous in the grave, solemnizing Nativities and Deaths with equal lustre, nor omitting Ceremonies of bravery, in the infamy of his nature. Life is a pure flame, and we live by an invisible Sun within us.
(しかし、人間は高貴な動物であり、灰の中では素晴らしく、墓の中では尊大であり、降誕と死を同じ輝きで厳かに祝い、その性質の悪名のために勇気の儀式を省略することもありません。人生は純粋な炎であり、私たちは自分の中にある目に見えない太陽によって生きています。)
ジョージ・セインツベリーは、『ケンブリッジ英文学史』(1911 年) の中で、第5章全体を「おそらく、世界の散文文学に見られる絶対的に崇高な修辞の最も長い作品」と呼んでいる。

## 影響
壷葬論は、チャールズ・ラム、サミュエル・ジョンソン、ジョン・カウパー・パウィス、ジェームズ・ジョイス、ハーマン・メルヴィルによって賞賛されており、ラルフ・ワルド・エマーソンは「墓のあらゆる言葉からその香りが漂っている」と述べた。
ブラウンのテキストは、W. G. ゼーバルドの小説『土星の環』で議論されている。
イギリスの作曲家ウィリアム・オルウィンは、ブラウンのイメージとリズミカルな散文に敬意を表して、と副題された交響曲第5番を書いた。
アメリカの作曲家ダグラス・J・クオモのコーラスとオルガンによる『彼の灰の運命：権力の犠牲者のためのレクイエム』は、『壷葬論』からテキストを取っている。
エリック・アンブラーは、小説『ディミトリオスの仮面』の警句として、第5章の一節（But the iniquity of oblivion blindely scattereth her poppy...）を抜粋している。
デレック・ウォルコットは詩「名家の廃墟」のエピグラフとして抜粋を使用しており、エドガー・アラン・ポーは「モルグ街の殺人」のエピグラフで壺葬論を引用している。
ケビン・パワーズは、小説「黄色い鳥」のエピグラフの 1 つとして、第 5 章からの抜粋 (To be ignorant of evils to come, and forgetfull of evils past...) を使用している。
アラン・ド・ボトンは著書『Status Anxiety』の中でこの研究について言及している。
ボルヘスは、短編小説「トレーン、ウクバール、オルビス・テルティウス」の最後の行で言及している。
夏目漱石の小説『三四郎』にも登場する。
英国のミステリー作家レジナルド・ヒルの、パトリック・ルーエルという名前で書かれた小説「骨の向こう側」としても知られる小説「骨の埋葬」（1975年）の章の見出しとして、引用が使用されている。
アメリカのノンフィクション作家コリン・ディッキーは、著書『Cranioklepty: Grave Robbing and the Search for Genius』の中で、壺葬論での死に関するブラウンの著作の一部をブラウンの頭蓋骨の運命と比較している。

## 日本語訳
- 「壺葬論」小池銈訳 -『澁澤龍彦文学館5　脱線の箱』 筑摩書房、1991年
- 『医師の信仰・壷葬論』 生田省悟・宮本正秀訳、松柏社、1998年